# 岐波站
岐波站（日语：／ Kiwa eki */?）是位於山口縣宇部市大字東岐波，屬於西日本旅客鐵道（JR西日本）的宇部線車站。

## 歷史
- 1924年（大正13年）8月17日 - 宇部鐵道（日语：宇部鉄道）本阿知須站（現時為阿知須站）至床波站之間開通，此站啟用。
  - 當時車站地址為山口縣吉敷郡東岐波村（日语：東岐波村）高橋。
- 1943年（昭和18年）5月1日 - 宇部鐵道被國有化。成為國有鐵道宇部東線車站。
- 1948年（昭和23年）2月1日 - 宇部東線改名為宇部線，此站成為宇部線車站。
- 1954年（昭和29年）10月1日 - 東岐波村編入至宇部市，車站地址變為山口縣宇部市大字東岐波字高橋。
- 1987年（昭和62年）4月1日 - 伴隨國鐵分割民營化，車站由西日本旅客鐵道（JR西日本）營運。

## 車站構造
本站是地面車站，設有1面2線的島式月台，可進行列車交會。此站不是一線通過結構，各月台上只有單向場內、出發信號機。此站是由山口地域鐵道部管理的無人車站。站內設有自動售票機，站房位於上行線西邊靠近新山口一方，並透過平交道與月台連接。本站為宇部線上唯一設有站內平交道的車站，過去則曾為快速列車的通過站。

### 月台
| 月台         | 路線    | 上下行 | 方向                     |
| ------------ | ------- | ------ | ------------------------ |
| 車站大樓一方 | ■宇部線 | 上行   | 新山口方向               |
| 車站大樓對面 | ■宇部線 | 下行   | 宇部新川、居能、宇部方向 |

※在旅客資訊上沒有標示月台編號。

## 使用狀況
以下為近年使用人次：
| 乘車人次變化 | 乘車人次變化 |
| 年度         | 1日平均人次  |
| ------------ | ------------ |
| 1999         | 271          |
| 2000         | 257          |
| 2001         | 227          |
| 2002         | 201          |
| 2003         | 198          |
| 2004         | 185          |
| 2005         | 174          |
| 2006         | 165          |
| 2007         | 172          |
| 2008         | 173          |
| 2009         | 153          |
| 2010         | 171          |
| 2011         | 182          |
| 2012         | 210          |
| 2013         | 209          |
| 2014         | 204          |
| 2015         | 198          |
| 2016         | 208          |
| 2017         | 213          |
| 2018         | 205          |

## 車站周邊
| 商業設施 - Wester丸喜東岐波店 - NAFCO阿知須店 - 超級商場Mercus宇部 - Gusto宇部東岐波店 - 岩崎藥物連鎖Mercus宇部店 - The DaisoMercus宇部店 - HARD OFFMercus宇部店 - OFF HOUSEMercus宇部店 - 麥當勞宇部Mr Max店 - Mr Max宇部店 - 場外投注站BAOO宇部 - 賽單車場外投注站Satellite宇部（BAOO宇部內） - 最好電器宇部東店 | 海灘 - 岐波海灘 - Kiwa·La·海灘 - 若宮海灘 醫療機構 - 國立醫院機構山口宇部醫療中心 郵局 - 東岐波郵局 宿泊設施 - 高千穗旅館 |

## 相鄰車站
西日本旅客鐵道（JR西日本）
■宇部線
岩倉－岐波－丸尾

## 注腳
1. ↑  山口縣統計年鑑

## 外部連結
- 岐波｜車站資訊：JR出門網 - 西日本旅客鐵道（日語）